# Inga bella
Inga bella ist eine Baumart aus der Unterfamilie der Mimosengewächse (Mimosoideae). Sie ist in Mittelamerika beheimatet.

## Beschreibung
Inga bella ist ein Baum, dessen Rinde und Zweige grau, korkwarzig und kahl sind. Die Blätter sind zweifach paarig gefiedert, die Blättchen verkehrt-eiförmig bis verkehrt-lanzettlich. Die Blattrhachis ist 4,5 bis 7 Zentimeter lang, entlang der oberen zwei Drittel mit je 1 Zentimeter breiten Flügeln geflügelt. Die Nebenblätter sind dauernd und bis zu 2 Zentimeter lang.
Die Blütenstände entspringen den Blattachseln sowie den Achseln unausgebildeter Blätter. Sie sind doldenartig, der Schaft ist 0,2 bis 2 Zentimeter lang, die Rhachis rund 3 Millimeter. Die Blüten sind grünlich-weiß. Die länglich-runden, flachen Früchte weisen hervorgehobene Querrippen auf, sind unbehaart, ursprünglich grünlich-weiß, später dunkelbraun und glänzend.

## Verbreitung
Die Art ist endemisch in der Golfo-Dulce-Region Costa Ricas und angrenzenden Gebieten Panamas.

## Systematik und Botanische Geschichte
Inga bella wurde 1993 von Mario Sousa erstbeschrieben.

## Nachweise
- Anton Weber, Werner Huber, Anton Weissenhofer, Nelson Zamora, Georg Zimmermann: An Introductory Field Guide To The Flowering Plants Of The Golfo Dulce Rain Forests Costa Rica. In: Stapfia. Band 78, Linz 2001, S. 278, ISSN 0252-192X / ISBN 3-85474-072-7, zobodat.at [PDF]